# (12517) Grayzeck
(12517) Grayzeck est un astéroïde de la ceinture principale.

## Description
(12517) Grayzeck est un astéroïde de la ceinture principale. Il fut découvert le 30 avril 1998 à la station Anderson Mesa par le programme LONEOS. Il présente une orbite caractérisée par un demi-grand axe de 2,35 UA, une excentricité de 0,20 et une inclinaison de 0,7° par rapport à l'écliptique.

## Compléments